# 크리스찬 호프

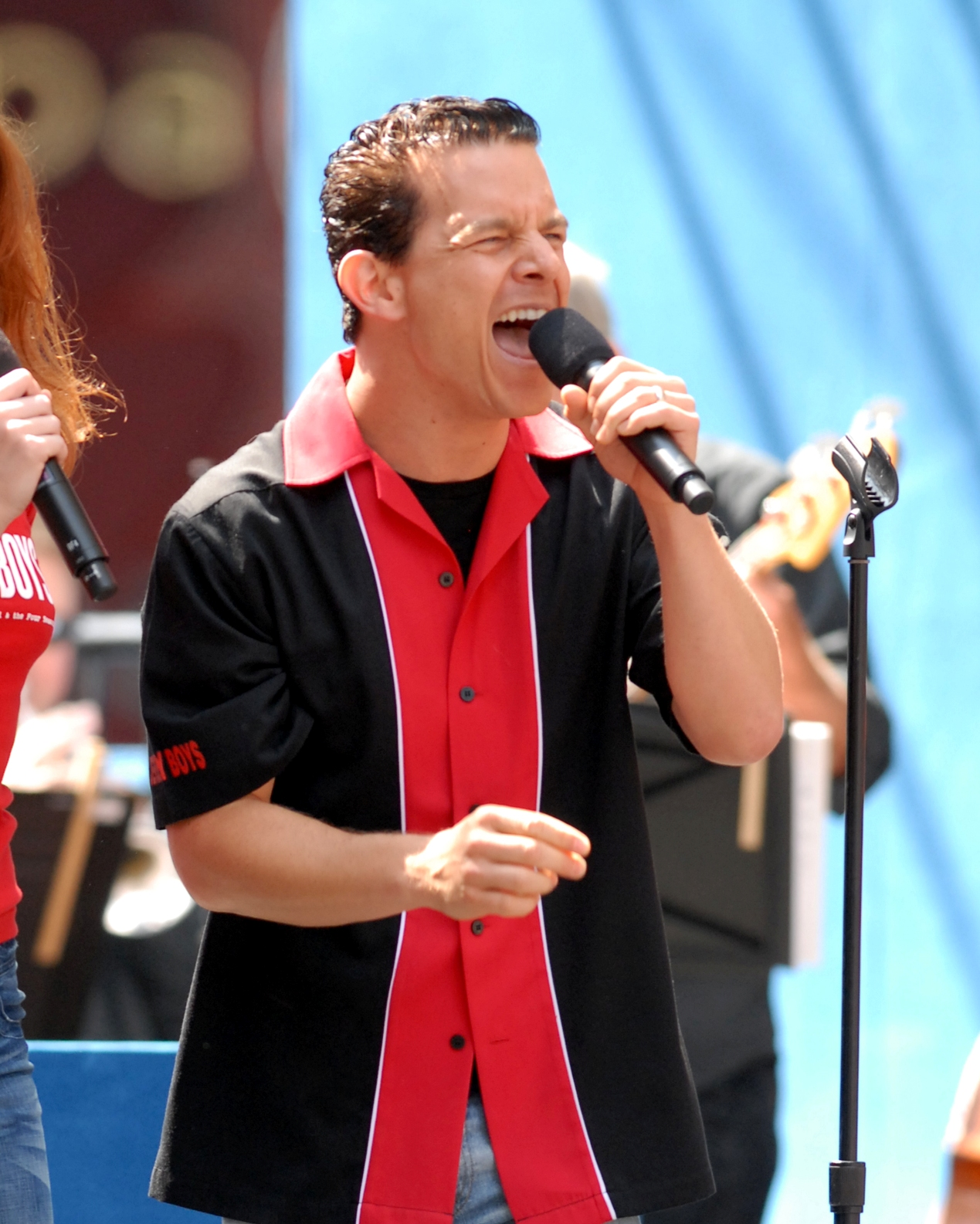

크리스찬 호프(Christian Hoff, 1968년 4월 21일 ~ )는 미국의 텔레비전 배우, 영화배우, 배우이다.
샌프란시스코에서 태어났다.

## 영화
- 믿을 수 없는 밤 (1992년)
- 원시 틴에이저 (1992년)
- 옛 연인들의 데이트 (1991년)
- 전쟁과 사랑 (1987년)